# Vulgrin II d'Angoulême
Vulgrino II Tagliaferro, conte d'Angoulême (1089 circa – 16 settembre 1140), fu conte d'Angoulême dall'1120 alla sua morte.

## Origine
Secondo la Historia Pontificum et Comitum Engolismensis, Vulgrino era il figlio primogenito del conte d'Angouleme, Guglielmo V e della moglie, Vitapoi, figlia del guascone visconte di Benagues, Amani o Amaniei.
Secondo la Historia Pontificum et Comitum Engolismensis, Guglielmo V d'Angoulême era il figlio primogenito del conte d'Angouleme, Folco e della moglie, Condoha o Condor, figlia del conte d'Eu, Roberto I e della moglie, Beatrice.

## Biografia
Vulgrino viene citato in diversi documenti, inerenti a donazioni fatte assieme al padre, Guglielmo V:
- nel 1094, nel documento n° XLVIII del Cartulaire de l'Abbaye de Saint-Etienne de Baigne (en Saintonge)[4]
- prima del 1100, nel documento n° CXVII del Cartulaire de l'église d'Angoulême[5]
- dopo il 1100, nel documento n° XX del Cartulaire de l'Abbaye de Saint-Etienne de Baigne (en Saintonge)[6].

Ancora secondo la Historia Pontificum et Comitum Engolismensis, suo padre, Guglielmo, fece un pellegrinaggio in Terra santa; al ritorno da Gerusalemme, dove aveva visitato il Santo Sepolcro, si fermò a Deutz, presso Colonia, dove morì, nel 1120. Guglielmo fu tumulato nel monastero di Deutz, dedicato a San Eriberto.
Nella contea d'Angouleme gli succedette il figlio primogenito, Vulgrino, come Vulgrino II.
Infatti non molto tempo dopo, nel documento n° XXXI delle Chartes et documents pour servir à l'histoire de l'abbaye de Charroux, Vulgrino si cita come conte (Wgrimus comes Engolismensis filius Willelmi comitis).
Si fece onore in campo militare, attaccando prima la signoria di la Rochefoucauld; poi, nel 1127 riconquistò il castello di Blaye. infine assediò il castello di Montignac.
Colpite da febbri acute e dolorose, Vulgrino fece testamento e, all'età di 51 anni, dopo aver retto la contea per venti, morì, il 16 settembre 1140 e fu tumulato nell'Abbazia di San Cybard, Angoulême.
Nella contea d'Angouleme gli succedette il figlio primogenito, Guglielmo, come Guglielmo VI.

## Matrimoni e discendenza
La Historia Pontificum et Comitum Engolismensis, riporta che Vulgrino aveva sposato, in prime nozze, Ponzia (Pontia filia Comitis de Marcha), figlia del Conte de La Marche, per diritto di matrimonio (de iure uxoris), Ruggero, e della moglie, la Contessa de La Marche, Almodis, che, secondo il Chronicon sancti Maxentii Pictavensis, Chroniques des Eglises d'Anjou, era la sorella del Conte de La Marche, Bosone III.
Vulgrino da Ponzia ebbe un figlio:
- Guglielmo, detto Tagliaferro ( † 1179), conte d'Angouleme[1].

Sempre la Historia Pontificum et Comitum Engolismensis, riporta che Vulgrino, dopo essere rimasto vedovo, aveva sposato, in seconde nozze, Amable di Châtellerault, figlia del visconte di Châtellerault.
Vulgrino da Amable ebbe tre figli:
- Folco[1] ( † dopo il 1186), a cui url padre las ciò la signoria di Matha[1]
- Goffredo[1], a cui url padre las ciò la signoria di Anville[1]
- una figlia, che secondo la Historia Pontificum et Comitum Engolismensis, aveva sposato Rainulfo di Jarnac, che guerreggiò contro il fratellastro della moglie, Guglielmo[10].

## Ascendenza
|                         |   |                      | Genitori           |  |  | Nonni |  |  | Bisnonni             |  |  | Trisnonni                |  |
|                         |   |                      |                    |  |  |       |  |  | Goffredo d'Angoulême |  |  | Guglielmo IV d'Angoulême |  |
|                         |   |                      |                    |  |  |       |  |  | Goffredo d'Angoulême |  |  | Guglielmo IV d'Angoulême |  |
|                         |   | Gerberga d'Angiò     |                    |  |  |       |  |  | Goffredo d'Angoulême |  |  |                          |  |
| Folco d'Angoulême       |   |                      |                    |  |  |       |  |  | Goffredo d'Angoulême |  |  |                          |  |
|                         |   | Petronilla d'Archiac | Mainardo d'Archiac |  |  |       |  |  |                      |  |  |                          |  |
|                         |   | Petronilla d'Archiac | Mainardo d'Archiac |  |  |       |  |  |                      |  |  |                          |  |
|                         |   | Petronilla d'Archiac | Udulgarda          |  |  |       |  |  |                      |  |  |                          |  |
| Guglielmo V d'Angoulême |   | Petronilla d'Archiac |                    |  |  |       |  |  |                      |  |  |                          |  |
|                         |   | Roberto I d'Eu       | …                  |  |  |       |  |  |                      |  |  |                          |  |
|                         |   | Roberto I d'Eu       | …                  |  |  |       |  |  |                      |  |  |                          |  |
|                         |   | Roberto I d'Eu       | …                  |  |  |       |  |  |                      |  |  |                          |  |
| Condoha d'Eu            |   | Roberto I d'Eu       |                    |  |  |       |  |  |                      |  |  |                          |  |
|                         |   | Beatrice             | …                  |  |  |       |  |  |                      |  |  |                          |  |
|                         |   | Beatrice             | …                  |  |  |       |  |  |                      |  |  |                          |  |
|                         |   | Beatrice             | …                  |  |  |       |  |  |                      |  |  |                          |  |
| Vulgrin II d'Angoulême  |   | Beatrice             |                    |  |  |       |  |  |                      |  |  |                          |  |
|                         | … | …                    |                    |  |  |       |  |  |                      |  |  |                          |  |
|                         | … | …                    |                    |  |  |       |  |  |                      |  |  |                          |  |
|                         | … | …                    |                    |  |  |       |  |  |                      |  |  |                          |  |
| Amani di Benagues       | … |                      |                    |  |  |       |  |  |                      |  |  |                          |  |
|                         |   | …                    | …                  |  |  |       |  |  |                      |  |  |                          |  |
|                         |   | …                    | …                  |  |  |       |  |  |                      |  |  |                          |  |
|                         |   | …                    | …                  |  |  |       |  |  |                      |  |  |                          |  |
| Vitapoi di Benagues     |   | …                    |                    |  |  |       |  |  |                      |  |  |                          |  |
|                         |   | …                    | …                  |  |  |       |  |  |                      |  |  |                          |  |
|                         |   | …                    | …                  |  |  |       |  |  |                      |  |  |                          |  |
|                         |   | …                    | …                  |  |  |       |  |  |                      |  |  |                          |  |
| …                       |   | …                    |                    |  |  |       |  |  |                      |  |  |                          |  |
|                         |   | …                    | …                  |  |  |       |  |  |                      |  |  |                          |  |
|                         |   | …                    | …                  |  |  |       |  |  |                      |  |  |                          |  |
|                         |   | …                    | …                  |  |  |       |  |  |                      |  |  |                          |  |
|                         |   | …                    |                    |  |  |       |  |  |                      |  |  |                          |  |

### Fonti primarie
- (LA)  Chartes et documents pour servir à l'histoire de l'abbaye de Charroux.
- (LA)  Historia Pontificum et Comitum Engolismensis.
- (LA)  Cartulaire de l'église d'Angoulême.
- (LA)  Chronicon sancti Maxentii Pictavensis, Chroniques des Eglises d'Anjou.
- (LA)  Cartulaire de l'Abbaye de Saint-Etienne de Baigne (en Saintonge).

### Letteratura storiografica
- Louis Halphen, "La Francia dell'XI secolo", cap. XXIV, vol. II (L'espansione islamica e la nascita dell'Europa feudale) della Storia del Mondo Medievale, 1999, pp. 770–806.